# Polytrichum
Polytrichum és un gènere de molses de la família politricàcies, generalment anomenades molses de barret o molses peludes, que conté unes 70 espècies que mostren una distribució cosmopolita.
Aquest gènere mostra diverses característiques comunes especialment als esporòfits. El nom científic és derivat dels mots en grec antic πολύς (polús, "molts") i θρίξ (thríx, "pèl" o "cabell"). Aquest nom va ser utilitzat en temps antics per referir a plantes amb parts fines semblants a cabells, incloent molses. No obstant, s'utilitza en aquest gènere en particular per referir-se al semblant pelut produït pels caliptres observables en esporòfits joves. Hi ha dues seccions importants al gènere Polytrichum. La primera secció, anomenada també Polytrichum, es distingeix per presentar fulles amb marges estrets, dentats i relativament erectes. L'altra secció, Juniperifolia, presenta fulles de marges amples, sencers i pronunciadament corbats cap endins, els quals recullen les lamel·les a la superfície superior de fulla. Les espècies pertanyents a aquest gènere es reprodueixen tant per mètodes vegetatius com sexuals. La vida mitjana d'un individu és d'entre tres i cinc anys, tot i que s'han registrat individus de deu anys. Els individus morts es mantenen intactes i solen formar part de la part inferior de catifa vegetal.

## Aspecte
El tret distintiu d'aquest gènere de briòfites és la seva aparença peluda quan presenta esporòfits, la qual cosa li concedeix el nom comú de molses de barret pelut en països de parla anglesa. Aquesta aparença prové dels pèls que cobreixen els caliptres, com si fossin barrets. Per altra banda, aquestes molses tenen una tija rígida al voltant de la qual es disposen les fulles en forma d'espiral, la qual cosa els dona un aspecte estrellat. En general, presenten un color verd fosc, no esdevenen gaire altes (entre 4 i 20 cm) a causa de l'absència de teixit llenyós que ho suporti i creixen en forma de catifa frondosa.

## Fisiologia
Les molses del gènere Polytrichum són endohídriques, és a dir, condueixen l'aigua des de la base de la planta. Tot i que les molses són considerades plantes no vasculars, les espècies d'aquest gènere presenten un teixit de circulació d'aigua clarament diferenciat. Un exemple de teixit circulatori és l'hidroma, un cilindre central dins el teixit de la tija format per cèl·lules amb un diàmetre relativament gran anomenades hidroides. Aquest teixit és anàleg al xilema de les plantes superiors o vasculars. D'una manera similar, existeix un teixit anomenat leptoma que envolta l'hidroma i que conté cèl·lules més petites, anàleg a floema.

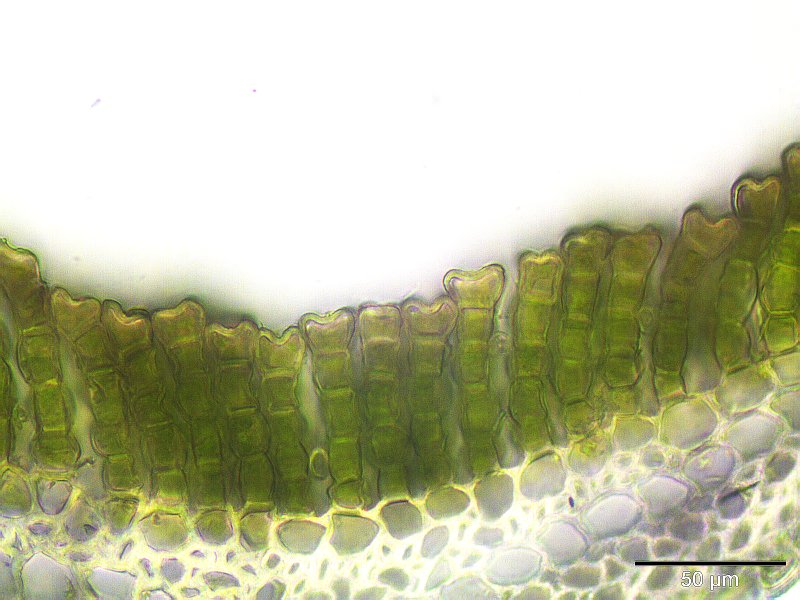
Secció transversal d'una fulla de Polytrichum commune mostrant les lamel·les paral·leles fotosintètiques (la barra negra mesura 50 µm). Les cèl·lules verdes contenen cloroplasts.

Una altra característica del gènere són les seves lamel·les paral·leles fotosintètiques a la superfície superior de les fulles: cèl·lules fotosintètiques (i, per tant, verdes) apilades formant fileres. La majoria de molses solen tenir una sola capa de cèl·lules a la superfície de la fulla, però el gènere Polytrichum presenta un teixit fotosintètic altament diferenciat i complex per una molsa. Es tracta d'un exemple d'adaptació xeromòrfica (per a condicions de sequera). La humitat de l'aire queda atrapada entremig de les fileres de les lamel·les gràcies a les cèl·lules terminals, més grans, que contenen la humitat i protegeixen les cèl·lules fotosintètiques. Aquesta estructura minimitza la pèrdua d'aigua mentre poc teixit és directament exposat a l'entorn, i sense impedir que hi hagi prou intercanvi de gasos per realitzar la fotosíntesi. A més a més, el microambient entre les lamel·les pot acollir nombrosos microorganismes com fongs paràsits i rotífers. Una altra adaptació xeromòrfica és l'empaquetament de les fulles quan les condicions ambientals esdevenen massa seques: les fulles es retorcen cap una direcció i s'emboliquen al voltant de la tija. S'ha especulat que el marge dentat d'algunes espècies ajuda a què això sigui possible, tot i que també s'ha suggerit que té la funció de desincentivar invertebrats que ataquen les fulles.

## Classificació
El gènere Polytrichastrum va ser separat de Polytrichum el 1971 a raó de l'estructura del peristoma (el qual controla alliberament de l'espora). Tanmateix, les dades moleculars i morfològiques disponibles des de 2010 indiquen que s'hauria de moure alguna espècie de nou al gènere Polytrichum.
- Polytrichum brachymitrium
- Polytrichum commune
- Polytrichum densifolium
- Polytrichum ericoides
- Polytrichum formosum
- Polytrichum hyperboreum
- Polytrichum juniperinum
- Polytrichum longisetum
- Polytrichum pallidisetum
- Polytrichum piliferum
- Polytrichum sphaerothecium
- Polytrichum strictum
- Polytrichum subpilosum